# Maksym Biłecki
Maksym Andrijowycz Biłecki, ukr. Максим Андрійович Білецький (ur. 7 stycznia 1980 roku w Romnach) – ukraiński piłkarz, występujący na pozycji obrońcy, a wcześniej pomocnika.

## Kariera piłkarska

### Kariera klubowa
Wychowanek Internatu Sportowego w Kijowie. W 1998 rozpoczął karierę piłkarską w klubie CSKA Moskwa, ale występował przeważnie w rezerwowej drużynie. W 2001 przeszedł do Torpedo-ZiL, który potem zmienił nazwę na FK Moskwa. W 2006 został piłkarzem FK Rostów, ale tak jak klub nie płacił wynagrodzenie, to w 2007 przeniósł się do Czornomorca Odessa. Podczas przerwy zimowej sezonu 2009/10 odeski klub zrezygnował z usług piłkarza i on powrócił do Rosji podpisując w styczniu kontrakt z Szynnikiem Jarosław.

### Odznaczenia
- tytuł Mistrza Sportu Klasy Międzynarodowej: 2005[4]
- Medal "Za pracę i zwycięstwo": 2006[5]